# Вестерквартір (громада)
Вестерквартір (нід. Westerkwartier) — муніципалітет у Нідерландах, у провінції Гронінген.
Сформований 1 січня 2019 року шляхом об'єднання колишніх муніципалітетів Гротегаст, Лек, Марюм, Зейдгорн і частини території муніципалітету Вінсюм.

## Населені пункти муніципалітету
Села
- Адюард
- Брілтіл
- Бураккер
- Вісвліт
- Гарнверд
- Грейпскерк
- Гротегаст
- Де-Вілп
- Ден-Гам
- Ден-Горн
- Дузюм
- Езінге
- Енюматіл
- Зевенгейзен
- Зейдгорн
- Йонкерсварт
- Коммерзейл
- Корнгорн
- Лауверзейл
- Лек
- Леттелберт
- Люкасволде
- Лют'єгаст
- Марюм
- Мідволде
- Нейс
- Ніберт
- Нігове
- Нізейл
- Нікерк
- Нордвейк
- Нордгорн
- Олдегове
- Олдекерк
- Опенде
- Остволд
- Пітерзейл
- Саксюм
- Себалдебюрен
- Толберт
- Ферверд

Селища
- Адюардерзейл
- Алсюм
- Остюм
- Франсюм